# Цутида, Хикаси
Хисаси Цутида (яп. 土田 尚史土田 尚史; род. 1 февраля 1967, Окаяма) — японский футболист, игравший на позиции вратаря. По завершении игровой карьеры — тренер. С 2002 года входит в тренерский штаб клуба «Урава Ред Даймондс».
На протяжении всей карьеры выступал за клуб «Урава Ред Даймондс», вызывался в национальную сборную Японии.

## Клубная карьера
Во взрослом футболе дебютировал в 1988 году выступлениями за команду «Мицубиси Моторс» (с 1992 года — «Урава Ред Даймондс»), цвета которой и защищал на протяжении всей своей карьеры, которая длилась тринадцать лет.

## Выступления за сборную
В 1988 году провел один матч в составе национальной сборной Японии и был участником Кубка Азии по футболу 1988 года в Катаре.

## Карьера тренера
Начал тренерскую карьеру вскоре после завершения карьеры игрока в 2002 году, войдя в тренерский штаб клуба «Урава Ред Даймондс». Сейчас опыт тренерской работы ограничивается этим клубом, в котором Хисаси Цутида работает до сих пор.